# Zaliv Fonseca
Zaliv Fonseca ({{lang-es|Golfo de Fonseca; izgovorjava: [ˈɡol.fo ðe fonˈse.ka]), del Tihega oceana, je zaliv v Srednji Ameriki, ki meji na Salvador, Honduras in Nikaragvo.

## Zgodovina
Zaliv Fonseca je Evropejcem leta 1522 odkril Gil González de Ávila in ga poimenoval po svojem pokrovitelju, nadškofu Juanu Fonseci, Kolumbovem neizprosnem sovražniku.
Leta 1849 je E. G. Squier izpogajal pogodbo, da bi Združene države zgradile prekop čez Honduras od Karibskega morja do Zaliva. Frederick Chatfield, britanski poveljnik v Srednji Ameriki, se je bal, da bi ameriška prisotnost v Hondurasu destabilizirala britansko obalo (Moskitska obala), zato je poslal svojo floto, da zasede otok El Tigre na vhodu v Zaliv. Kmalu zatem pa je Squier zahteval britanski odhod, saj je pričakoval okupacijo in se pogajal o začasni odstopitvi otoka Združenim državam. Chatfield se je lahko le strinjal.
Vse tri države – Honduras, Salvador in Nikaragva – z obalo vzdolž Zaliva so bile vpletene v dolgotrajen spor glede pravic do Zaliva in otokov v njem.
Leta 1917 je Srednjeameriško sodišče razsodilo v procesu, ki je postal znan kot primer Fonseca. Nastal je kot posledica spora med Salvadorjem in Nikaragvo. Slednja je podpisala pogodbo Bryan-Chamorro, ki je podelila del zaliva Združenim državam za vzpostavitev pomorske baze. Salvador je trdil, da je to kršilo njegovo pravico do skupnega lastništva v zalivu. Sodišče se je postavilo na stran Salvadorja, vendar so se ZDA odločile prezreti odločitev.
Mednarodne napetosti glede Zaliva je začela obravnavati misija Združenih narodov [ONUCA in ONUSAL], ki se je začela leta 1989 in je vključevala posebno omembo Zaliva. Na primer, ker bi narava terena v regiji omejila učinkovitost statičnih opazovalnic, je bilo ocenjeno, da bi najboljše rezultate dosegli z vzpostavitvijo mobilnih skupin opazovalcev, ki bi izvajali redne patrulje po cesti, s helikopterjem in v zalivu Fonseca in bližnjih vodah s patruljnimi čolni in gliserji.
Leta 1992 je senat Mednarodnega sodišča (ICJ) odločil o sporu o kopenskih, otoških in morskih mejah, katerega del je bil tudi zalivski spor. ICJ je odločilo, da si bodo Salvador, Honduras in Nikaragva delili nadzor nad zalivom Fonseca. Salvadorju sta pripadla otoka Meanguera in Meanguerita, Hondurasu pa otok El Tigre.

## Fizična geografija
Zaliv Fonseca pokriva površino približno 3200 km², z obalo, ki se razteza na 261 km, od tega je 185 km v Hondurasu, 40 km v Nikaragvi in 29 km v Salvadorju.
Podnebje v Zalivu je značilno za tropska in subtropska območja, z dvema ločenima letnima časoma, deževnim in suhim. Zaliv prejme skoraj 80 % svojih skupnih letnih padavin 1400–1600 mm v deževnem obdobju od maja do novembra. Sušno obdobje se pojavi med decembrom in majem in prispeva k letni stopnji izhlapevanja 2800 mm. Zaradi manjše količine vode, ki teče v zaliv, tečejo tokovi iz Tihega oceana navznoter, raven slanosti v estuarijih se poveča in pojavi se sezonska suša.
Povprečne temperature v Zalivu so med 25 in 30 °C; marec in april sta najtoplejša meseca, november in december pa najhladnejša. Relativna vlažnost se giblje med 65 in 86 %, odvisno od lokacije. Nasprotno pa je notranjost države poltropska in hladnejša s povprečno temperaturo 26 °C.
V vegetaciji močvirnega ekosistema prevladujejo vrste mangrov. Od šestih vrst mangrov, ugotovljenih v Zalivu, je najpogostejša rdeča mangrova (Rhizophora mangle), ki večinoma zaseda območja, ki jih stalno preplavljajo plime. Črna mangrova (Avicennia germinans) je druga najbolj razširjena vrsta in jo običajno najdemo okoli rek, kjer se usedline odlagajo ob obali. Bela mangrova (Laguncularia racemosa) je tretja najbolj prevladujoča, sledi ji botoncillo (Conocarpus erectus); obe se običajno nahajata dlje v notranjosti in ju redkeje poplavi plima. Prevlada različnih vrst nad drugimi je povezana s pogostostjo poplav, kakovostjo vode in stopnjami slanosti.
Amplituda plimovanja v zalivu je povprečno 2,3 m na dan. Med oseko tla poselijo raki, školjke in druge vrste. Med visoko plimo gozdovi mangrov služijo kot prehranjevalni prostor in življenjski prostor za ribe, kozice in druge vrste, saj koreninska struktura mangrov nudi zatočišče pred večjimi plenilci.
V zalivu in okoli njega ležijo številni vulkani.

## V popularni kulturi
Roman Horatia Hornblowerja Srečna vrnitev (Beat To Quarters) je delno postavljen v zaliv Fonseca.